# أم رتام
أم رتّام  هي قَرية فِلسطينية، غَير مُعترف بها . تقع القرية جنوبيّ بَلدة عَرعرة شماليّ شارع ٢٥ ،يَبلغ عَدَد سُكان القرية ١٠٠٠ نَسمة. القرية هي قَرية تاريخيّة أسّست قَبل قِيام الدولة ،تعود تَسمية القرية الرتّم، والتي كانت تساعد أهل القرية بإشعال النار. يوجد في القرية آبار مياه وخرابات وبايكات قديمة.

## الخَدَمات والبنى التَحتية
لا تتوفر في القرية أيّ خَدمات صحيّة أو تعليميّة ، للحصول على عناية طبيّة يضطّر سُكان القرية السَفر إلى مدينة ديمونا ،التي تَبعد ٢٠ دقيقة سفر .لا يوجد في القرية مَدارس ممّا يضطر طلابها السفر الى بلدة عَرعرة النقب التي تبعد ايضا حوالي ٢٠ دقيقة عن القرية .
كي يوصّلوا بيوتهم  بالمياه يضطر سكان أم رتّام بالدفع من مالهم الشخصي لمدّ أنابيب مياه مع شبكة مياه موجودة بشارع ٢٥، تدفّق المياه الذي يصل الى القرية ضعيف ويضطّر السكان تصليح أيّ انفجارات قد تحصل في الأنابيب الموصولة من مالهم الشخصيّ. القرية غير موصولة مع شركة الكهرباء على الرغم من عبور خط كهرباء فوق القرية. ومن أجل توليد الكهرباء يقتني السكّان الألواح الشمسيّة باهظة الثمن.
في أم رتّام لا توجد شوارع معبّدة، يصلِح السكان الطرق بأنفسهم، بالاضافة لوجود وادي في القرية الذي يفيض على بيوتها في الشتاء ممّا يمنع خروج أهالي القَرية منها ويمنع وصول  الأطفال إلى مدارسهم.
 يَعيش مُعظم سُكّان قَرية أم رتّام في اكواخ، خيم او مبان غير ثابتة، مع القليل من الظُروف الصحراويّة الصعبة وبسبب اعتبار هذه المباني غير قانونية، تَهدم السلطات الإسرائيليّة هذه المباني بشكل متكرّر.
وتقع هذه القرية تَحت الخطر الدائم لهدم بيوتها وإخلاء السُكان من القرية التي تَرى فيها إسرائيل {تجمعات غير قانونية} دون أيّ مكانة رسمية، وهي غائِبة عن مُخطّطات الدَولة وعن الخرائط الحكوميّة وتفتقر الى المجالِس المحلية ولا تنتمي إلى أيّ سلطات حكم محلية .

## تهديدات[1]
قرية أم رتّام هي قَرية غير مُعترف بها ولِسُكانها الذين يَسكنون على أراضيها هناك دعاوى قَضائية على ملكية الأراضي، حسب خُطة مدينة بئر السبع تقسم القرية الى منطقتين منطقة منظر صحراوي (منطقة تعدين ومحاجر ) والقسم الثاني منظر ريفي زراعي مختلط وعلى ذلك فقط جزء من القرية سيتم الإعتراف به لكن حتى الآن لم يكن أي تأكيد من الدولة حول ذلك, في هذه الايام يسوق مكتب وزارة الإسكان خطة لاقامة خمس بلدات يهودية على شارع 25 ،اثنتين منهما في حال تمت المصادقة على إقامتهن حسب المخطط سيقمن في نفس موقع القرية اليوم. كانت هناك عدة حوادث هدم في القرية وهناك بيوت عديدة تُواجه خطر الهَدم. يُريد سكان القرية البقاء فيها واعتبارها بلدة زراعية .

## خَلفية تاريخية[2]
قرية أم رتّام هي قرية من ضمن 38 قرية فلسطينية يقعن في صحراء النقب جنوب إسرائيل، ترفض السلطات الإسرائيلية الإعتراف بهم منذ عام 1948 ويَعيش في هذه القرى نحو 85000 عربي من بدو النقب , الذين يهدف مخطط برافر الإسرائيلي لعام 2013 لتهجيرهم وتجميعهم في ما يسمى "بلدات التركيز ".